# Міжнародна рада військового спорту
Міжнародна рада військового спорту (англ. International Military Sports Council, фр. Conseil International du Sport Militaire) — міжнародна спортивна організація. Заснована 18 лютого 1948 року в місті Ніца (Франція). Країни-засновники: Бельгія, Данія, Люксембург, Нідерланди та Франція. Нині організація налічує 133 країни-учасниці. Штаб-квартира в місті Брюссель, Бельгія.
CISM є неурядовою неполітичною організацією, основною метою якої є розвиток військового спорту та фізичної культури, сприяння зміцненню дружніх стосунків між представниками збройних сил країн—членів організації. На сьогоднішній день CISM є найбільшою у світі військовою мультиспортивною організацією, членами якої є 134 країни світу. CISM як неурядова організація отримала спеціальний консультативний статус при Економічній та соціальній Раді ООН (ECOSOC) 22 січня 2007 року.
За членством країн, кількістю учасників змагань та їх престижністю — Міжнародна рада військового спорту посідає третє місце у світі після Міжнародного олімпійського комітету та Всесвітньої студентської спортивної спілки.
Девіз CISM — «Дружба через спорт».

## Участь України
Збройні Сили України є повноправним членом CISM з 1993 року. Відтоді армійські спортсмени беруть участь у чемпіонатах світу та Європи серед військовослужбовців та в багатьох армійських європейських регіональних змаганнях.
Щорічно під егідою CISM проводяться до 30 чемпіонатів світу серед військовослужбовців, а також понад 50 континентальних і регіональних турнірів з видів спорту.
З 1995 року проводяться Всесвітні ігри військовослужбовців. Збірна ЗС України брала участь у всіх шести літніх Всесвітніх іграх (1995 — Рим, Італія, 1999 — Загреб, Хорватія, 2003 — Катанія, Італія, 2007 — Хайдерабад, Індія, 2011 — Ріо-де-Жанейро, Бразилія та 2015 — Мунджеон, Республіка Корея) та двох зимових Всесвітніх іграх (2010 — Аоста, Італія, 2013 — Ансі, Франція).
У рамках цих ігор проводиться й футбольне змагання, але Україна в ньому участі не бере.